# مرط الجفنين
الطَّرَط أو مرط الجفنين أو فقدان شعر الحاجبين والأهداب (Madarosis) هو فقدان أهداب الأجفان. قد يكون الطرط معزولا أو ناشئا عن التهاب الجفن (Blepharitis) أو الأمراض المناعية أو الأورام أو الاضطرابات الغدية أو بسبب تعاطي بعض الأدوية.

## الأسباب

### أسباب جهازية
- الجذام